# Chloropicus
Chloropicos é um género de aves da família dos pica-paus. 

## Lista de espécies
O género Chloropicos compreende actualmente 3 espécies:
- Pica-pau-de-bigode, Chloropicus namaquus
- Pica-pau-de-testa-dourada, Chloropicus xantholophus
- Pica-pau-ventre-de-fogo, Chloropicus pyrrhogaster